# Centre Pompidou-Metz

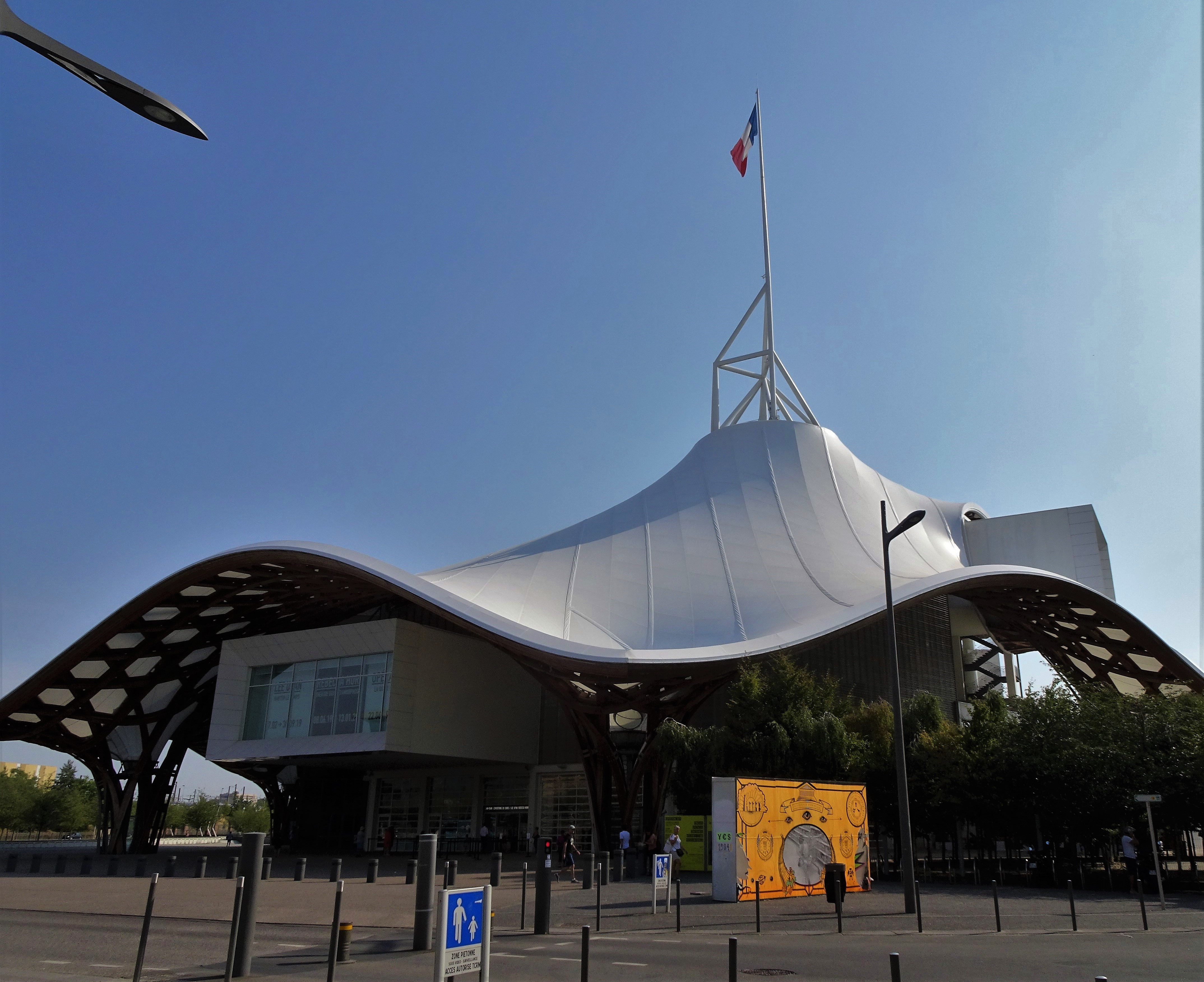
Centre Pompidou-Metz, 2019

Das Centre Pompidou-Metz in Metz ist als Zentrum für alle Formen zeitgenössischer Kunst eine Dependance des Centre Georges Pompidou in Paris, mit dem es Sammlungen und Gründungsphilosophie teilt. Es besteht seit 2010.

## Innerstädtische Lage
Der Museumsneubau befindet sich in unmittelbarer Nähe des Hauptbahnhofs südlich der Innenstadt. Es ist vom Bahnhof und vom Stadtkern her fußläufig über eine neu erbaute Fußgängerbrücke, die die Avenue de L’Amphithéâtre überquert, zu erreichen. Das Centre Pompidou ist, neben dem 2017 fertiggestellten Einkaufszentrum Muse und der bereits 2002 eröffneten Multifunktionsarena Les Arènes Zentrum des auf einer ehemaligen Brache weiterentwickelten Quartier de l’Amphitèâtre mit multifunktionalem urbanen Charakter und grenzt unmittelbar an den Parc de la Seille, dem größten Naherholungsgebiet der Stadt Metz.

## Gebäude

### Baukörper
Die erste Zweigstelle des Pariser Museums für moderne Kunst wurde erbaut nach den Plänen des japanischen Architekten Shigeru Ban und Jean de Gastines. Die beiden Architekten haben für den Museumsbau ein Gebäude entworfen, das von Ferne an ein Zirkuszelt erinnert. Die geschwungene, auf vier Stützen ruhende Dachkonstruktion aus Holz wurde vom Schweizer Ingenieur Hermann Blumer geplant. Sie wurde aus laminiertem Fichtenholz gefertigt und trägt die wasserdichte, weiße Membranhaut auf Glasfaser- und Teflon-Basis. Dadurch wirkt das nachts beleuchtete Gebäude transparent und die darunter liegende Konstruktion bleibt sichtbar. Eine erste Belastungsprobe in der Praxis bestand die Dachkonstruktion nur bedingt. Am 6. Dezember 2010 riss die Decke unter einer Schneelast auf einer Länge von etwa zwei Metern ein; der Rest des Dachs blieb nach Angaben der Verwaltung unbeschädigt.

### Bauausführung
Der ortsansässige Generalunternehmer Demathieu Bard arbeitete mit mehreren deutschen Subunternehmen zusammen: 
- Taiyo Europe, München (Dachmembran aus PFTE-Folie mit Titanbeschichtung)
- Butzbach, Illertissen (Glaslamellentore)[3]
- Holzbau Amann, Weilheim-Bannholz (Holzdachkonstruktion): Das Projekt durchlief die Fachpresse und begründete den heutigen Ruf der Firma. 18.000 Laufmeter Leimholz wurden verbaut.[4]

Baufortschritt

Bauphase 2009 – Richtfest
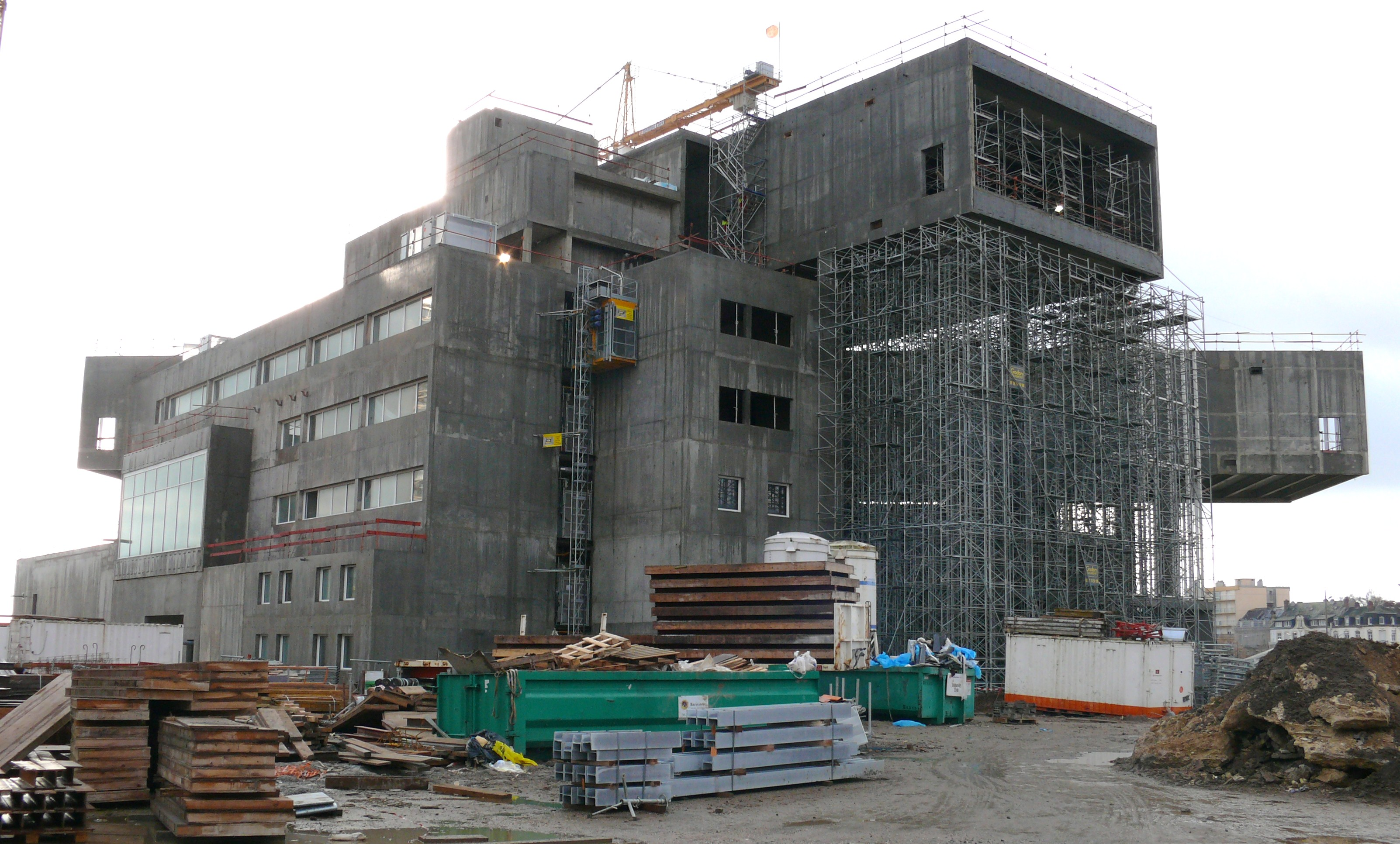
Rohbau
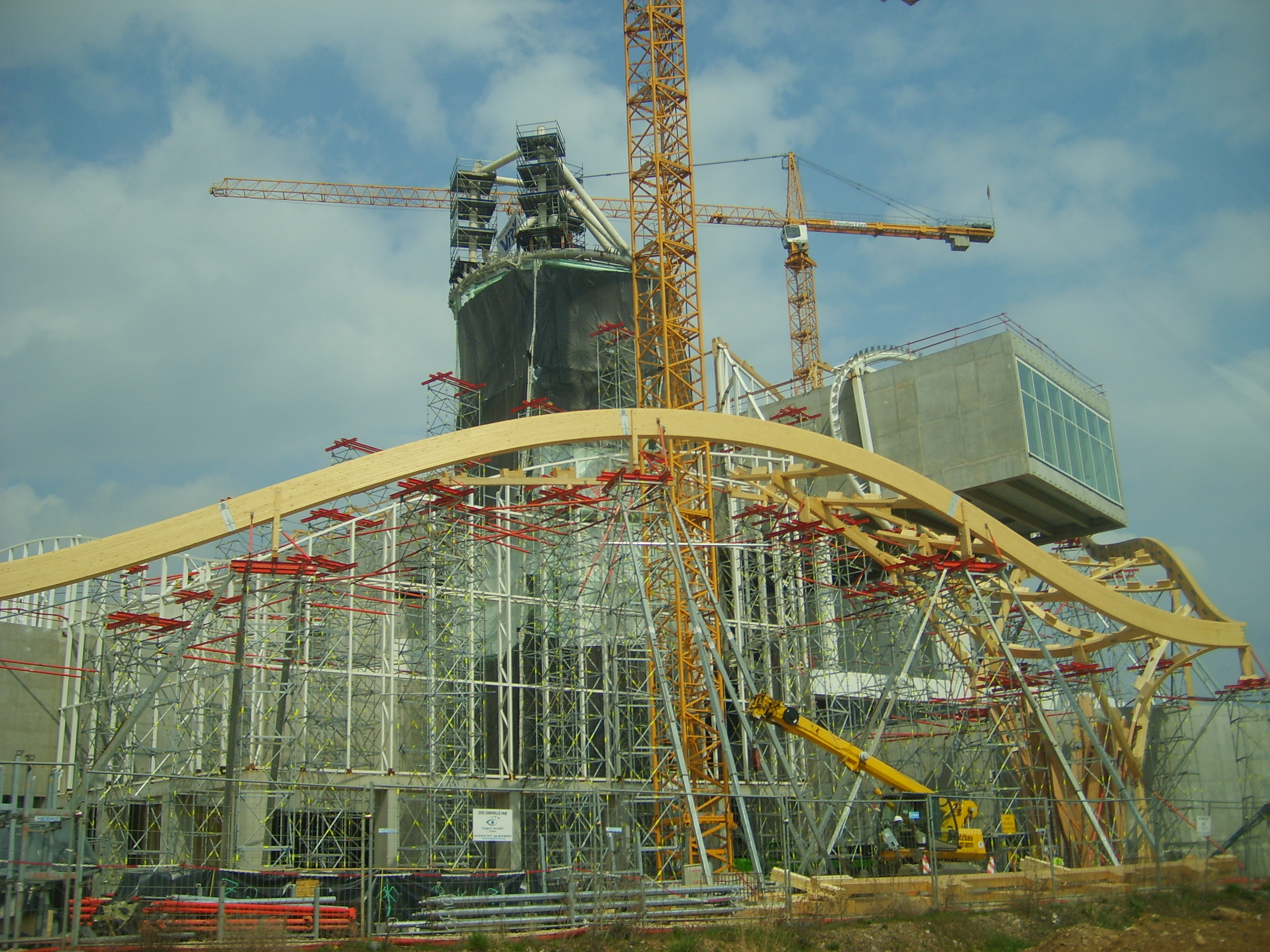
Baufortschritt im April 2009
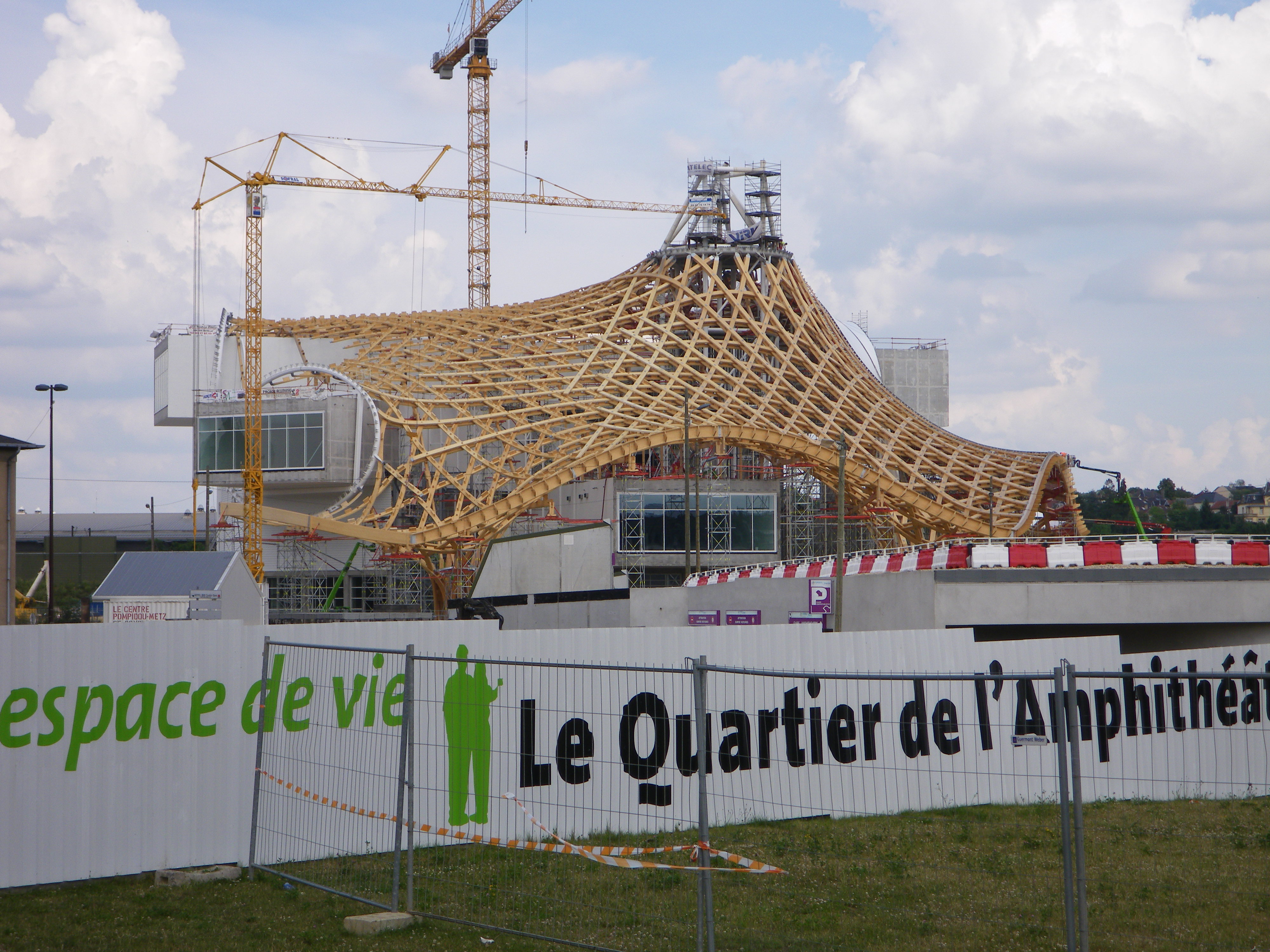
Baufortschritt im Juni 2009
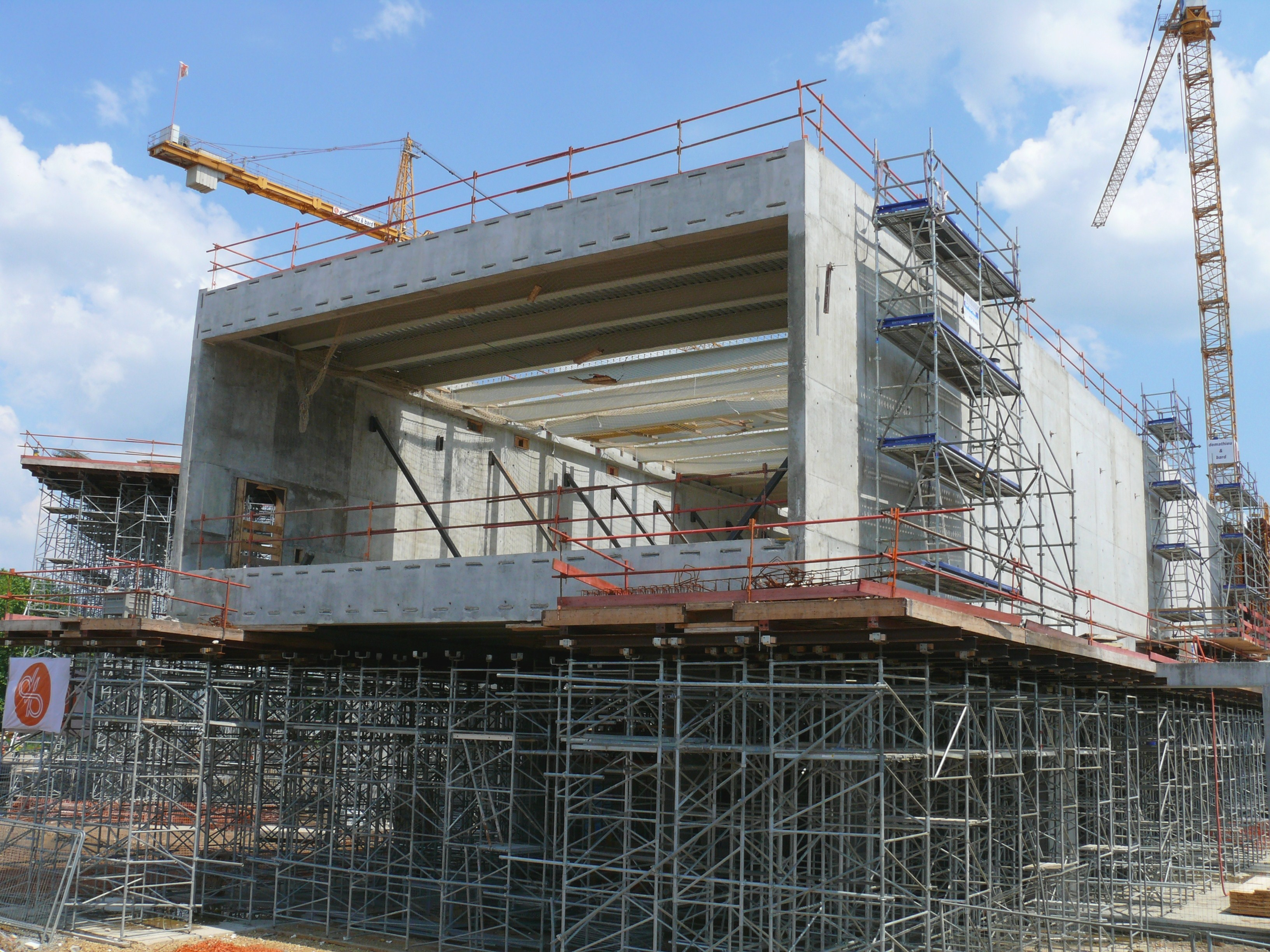
Rohbau von Galerie

### Innenstruktur des Baukörpers
Eine konstruktive Besonderheit im Innenbereich sind drei um einen Erschließungsturm sternförmig übereinander gestapelte, röhrenartige Galerien, die relativ groß dimensioniert sind (84 Meter Länge, 14 Meter Breite, 5 Meter Höhe). An deren Ende befinden sich großformatige Panoramafenster, die den Blick auf den nahen Stadtkern mit seiner gotischen Kathedrale ermöglichen. Das Entrée wird von einem etwa 20 Meter hohen Foyer gebildet; dessen gläserne Rolltorwände lassen sich im Sommer komplett öffnen und verbinden auf diese Weise übergangslos den Innen- mit dem Außenbereich. Überragt wird das gesamte Gebäude von einer Mastspitze. Sie besitzt keine bauliche, sondern eine rein dekorative Funktion und zitiert mit ihrer Höhe von 77 Metern das gleich hohe Schwestermuseum in Paris.

### Ausstellungsstruktur
Die Räume sind außerordentlich großzügig konzipiert. Die zentrale Ausstellungshalle umfasst eine Gesamtfläche von 1200 Quadratmetern. Die Raumhöhe in diesem Saal variiert von sechs bis achtzehn Meter. Angegliedert ist ein Studio für Theater- und Kinovorführungen. Daran angebaut ist ein Saal für Konferenzen, Vorträge und Ausstellungseröffnungen. Der Bau enthält auch einen Museumsshop sowie ein Restaurant mit einer großen Dachterrasse. Auch das Foyer mit seiner Höhe von 20 Metern ist zu Ausstellungszwecken, beispielsweise für die Präsentation von überdimensionalen Plastiken, nutzbar.

## Galerie
Außenansicht

Ansicht von Osten
Ansicht von Süden
Träger-Konstruktion (Verbundholz)
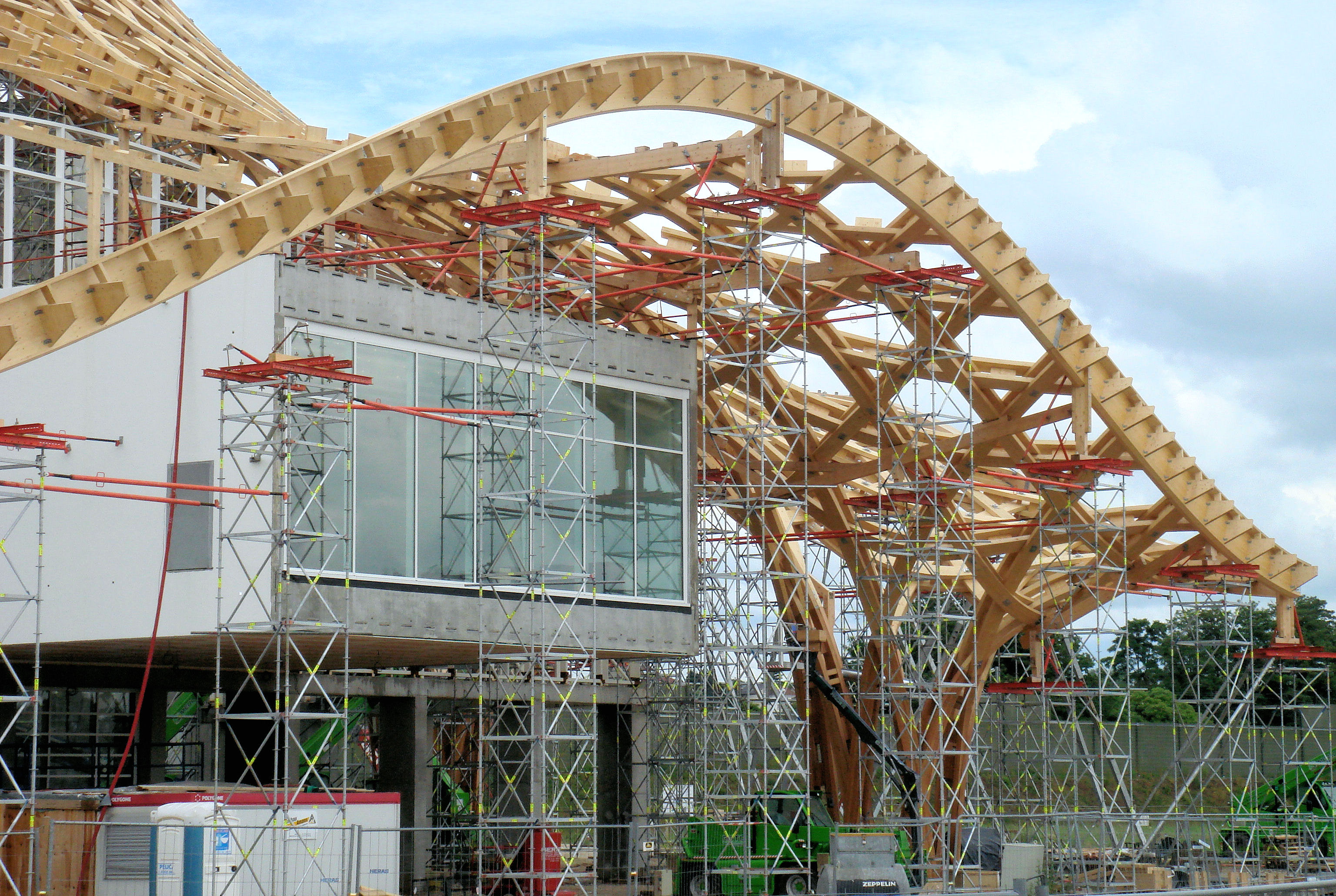
Dachkonstruktion wie bei Errichtung sichtbar
Kunstinstallation in einem Fenster der Röhrengalerien
Gläserner Innenaufzug

Innenansicht

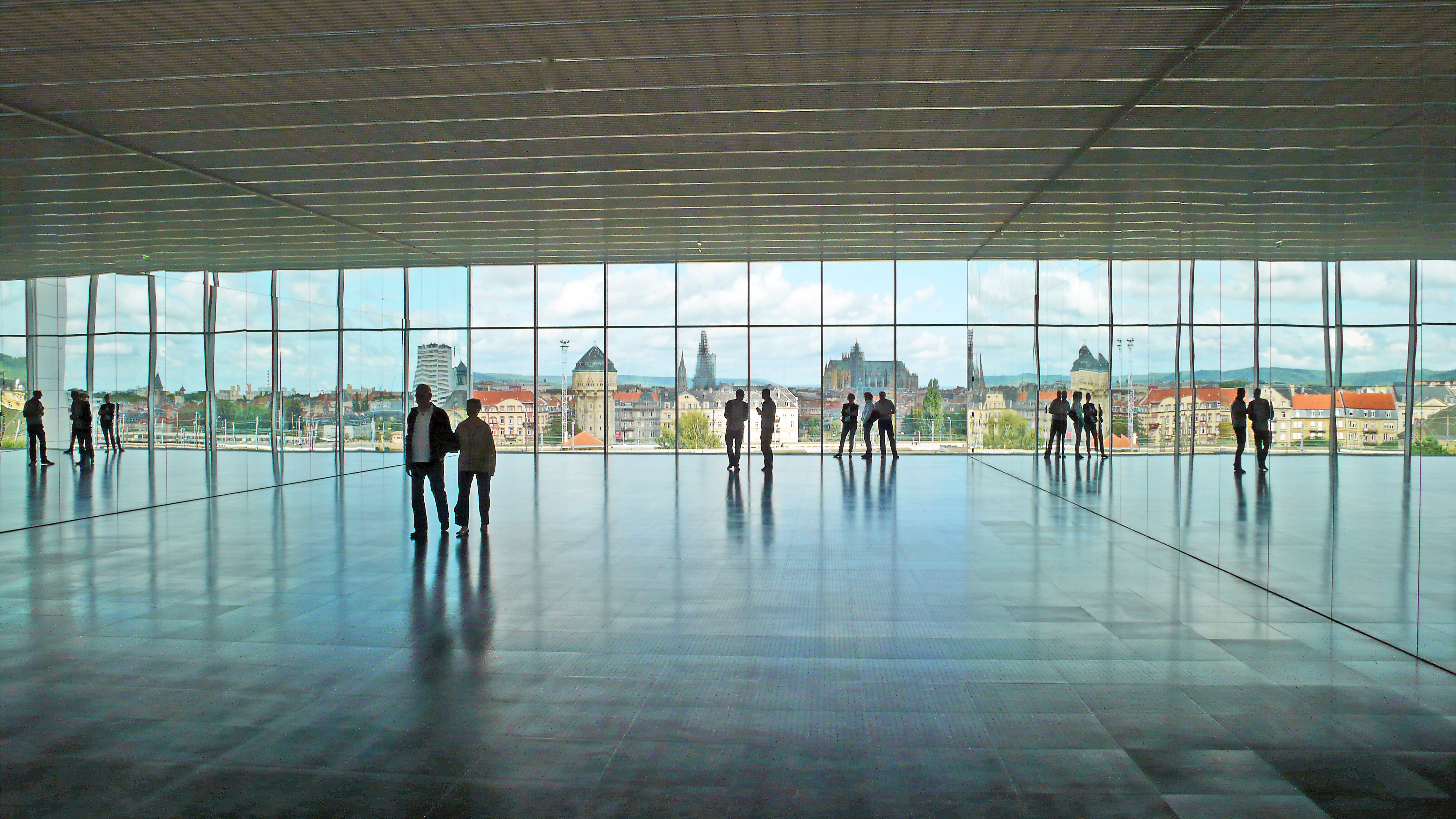
Innenansicht mit Blick auf Metz
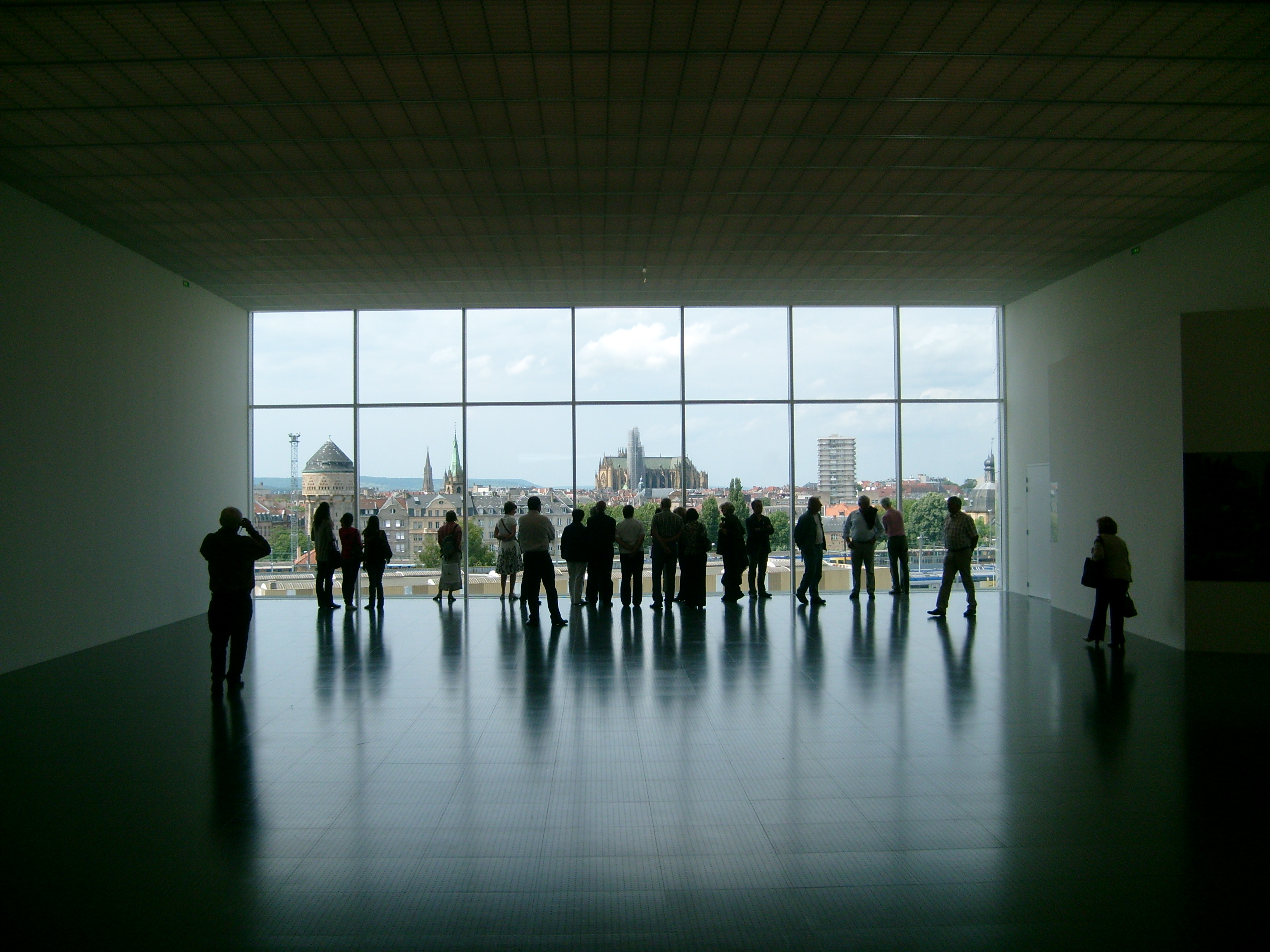
Innenansicht mit Blick auf die Kathedrale von Metz
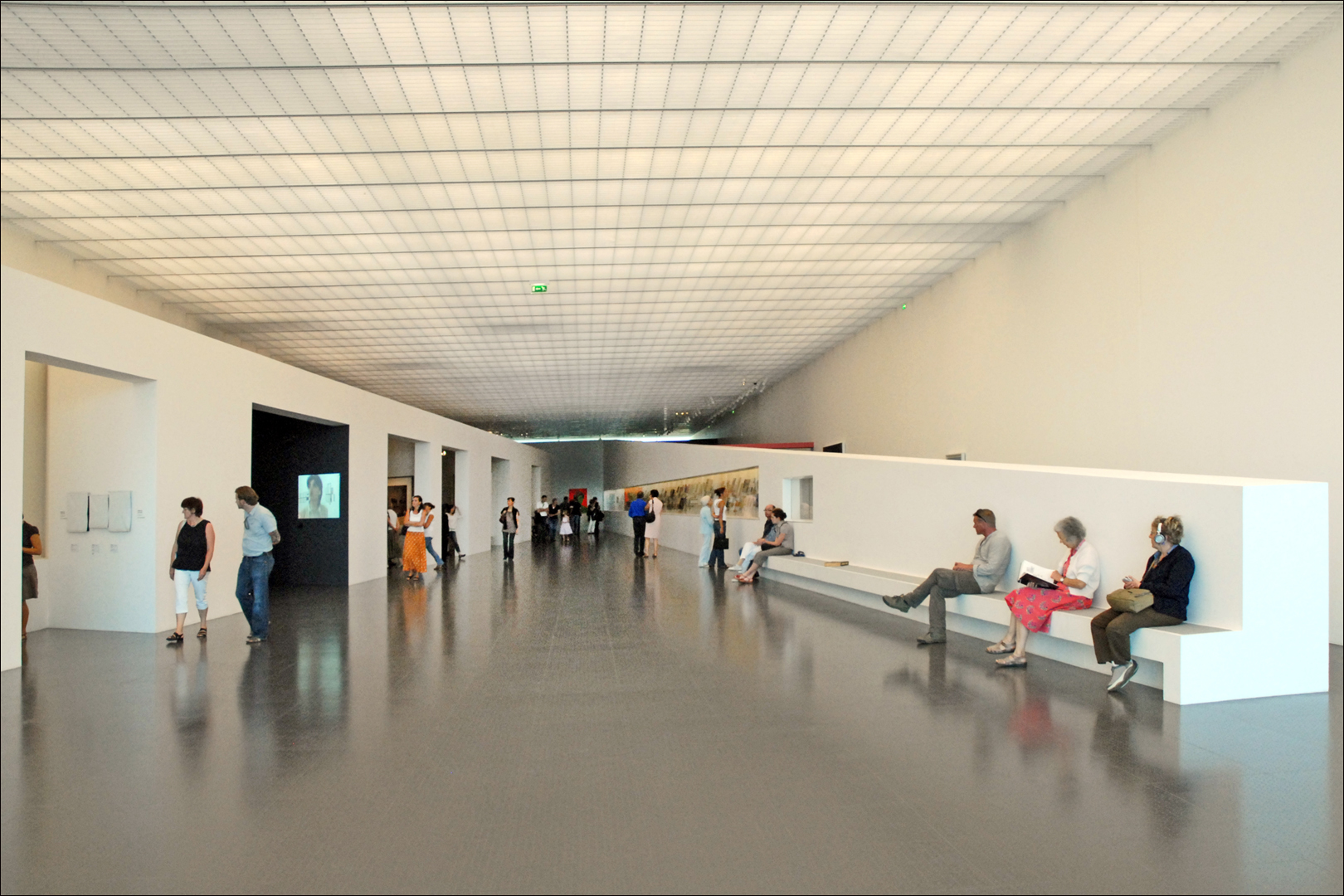
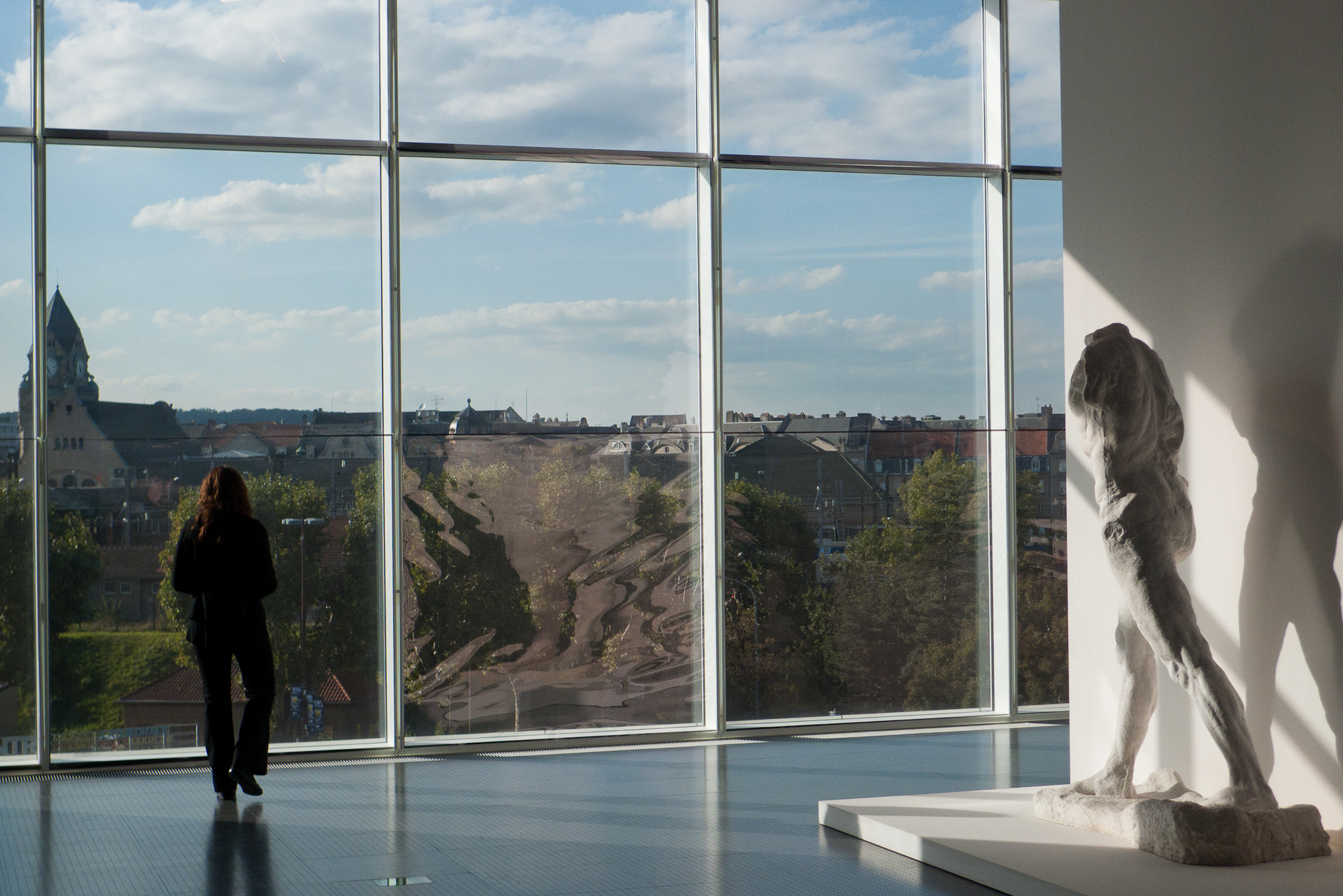

## Konzeptionelle Ausrichtung

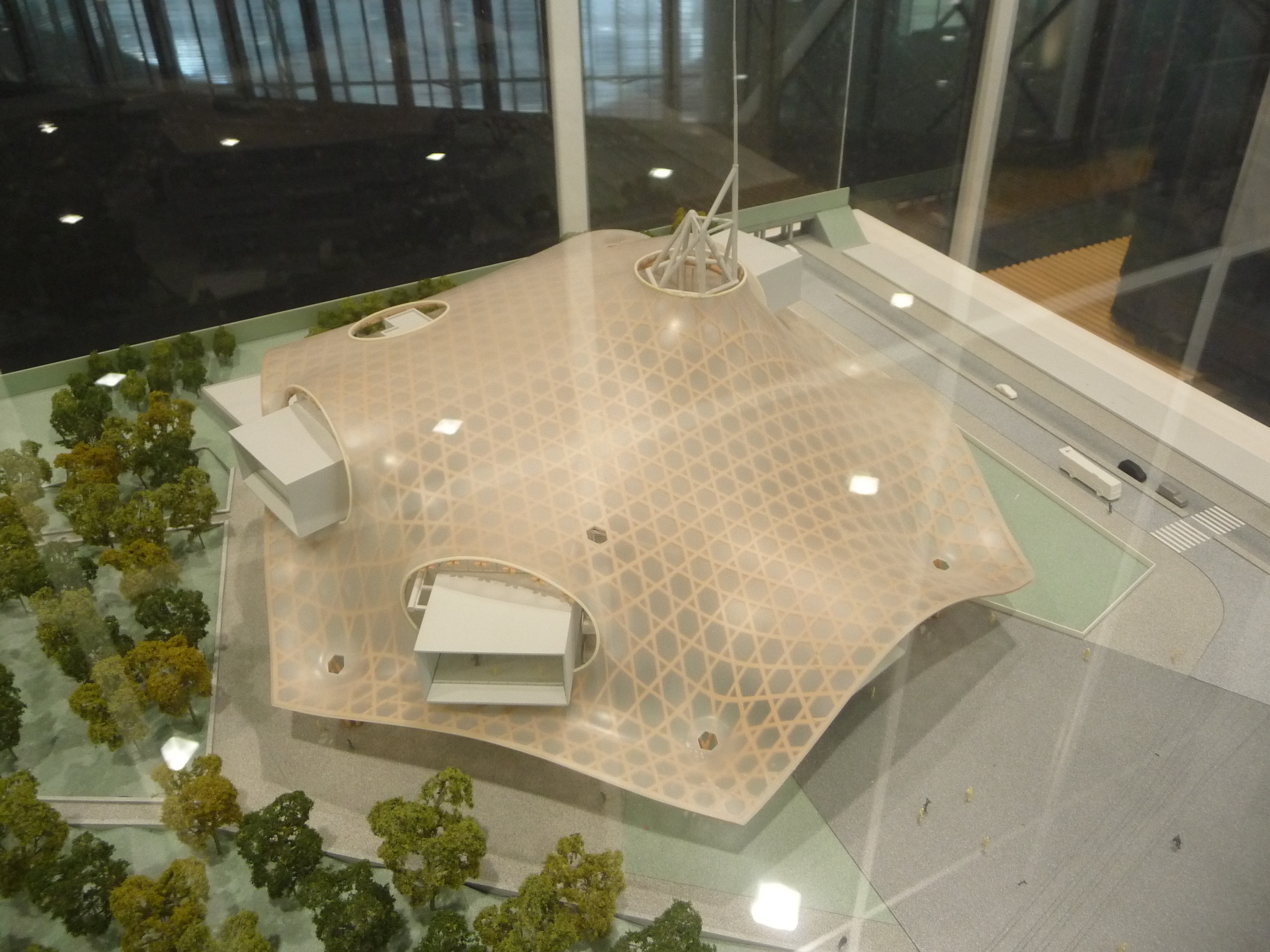
Das Miniaturmodell von Centre Pompidou-Metz.

Getreu dem Geist und den Wertvorstellungen des Centre Pompidou in Paris – Großzügigkeit, Aufgeschlossenheit gegenüber allen Publikumsschichten und allen Formen des aktuellen künstlerischen Schaffens – nimmt die Metzer Dependance durch ihre soziale wie kulturelle Dimension die Strategie ihres Pariser Schwesternhauses auf: eine Plattform des Austausches zwischen der französischen Gesellschaft und dem künstlerischen Schaffen zu bieten. Das Centre Pompidou-Metz ist autonom in seinen wissenschaftlichen und kulturellen Entscheidungen. Es verfolgt seine eigene Programmgestaltung, indem es sich vom Geist des Centre Pompidou inspirieren lässt und sich auf dessen Know-how, sein kulturelles Netzwerk und seinen Bekanntheitsgrad stützen kann.
Das Museum ist als Erfahrungsraum konzipiert, als Ort der Entdeckung künstlerischen Schaffens in all seinen Formen. Darüber hinaus als lebendiges Museum mit unterschiedlichen Veranstaltungen das ganze Jahr hindurch; seiner Philosophie entsprechend soll das Publikum im Mittelpunkt stehen. Das Centre Pompidou-Metz soll sich „[…] einen hohen qualitativen Standard erarbeiten aufgrund einer multidisziplinären Programmgestaltung, die auf innovativen temporären Ausstellungen von internationalem Format fußt“.
Das Museum in Metz wird vor allem zeitgenössische Kunst zeigen. Dabei kann sie sich aus dem Fundus des Pariser Hauses (rund 60.000 Exponate) bedienen. Ein wesentlicher Schwerpunkt wird auf der Präsentation der Kunst des zwanzigsten Jahrhunderts, der klassischen Moderne, liegen.

## Eröffnung
Offiziell eröffnet wurde das Museum durch den ehemaligen französischen Staatspräsidenten Nicolas Sarkozy am 11. Mai 2010. In der Eröffnungswoche vom 11. bis 16. Mai 2010 mit dem großen Veranstaltungsprogramm haben rund hunderttausend Besucher das Museum besichtigt. Besonders hervor stach die nahezu perfekte behindertengerechte Ausstattung.
Die Eröffnungsausstellung Chefs-d’oeuvre? zeigt 780 Werke aus dem Bestand des Pariser Museums; sie besitzen insgesamt einen Versicherungswert von ca. 2 Milliarden Euro. Gezeigt wird ein Querschnitt bedeutender Werke der klassischen Moderne sowie der Moderne.
Das Städtenetz QuattroPole organisierte am 12. Juni 2010 ein überregionales Fest.

## Leitung
Erster Direktor des neuen Kunstzentrums war bis 2014 der Kunsthistoriker und Konservator Laurent Le Bon. Er war in die Entwicklung des Museumsbaus von Anfang an miteingebunden und konnte damit seine Vorstellungen bereits in die konzeptionelle Phase einbringen.
Seit dem 2. Dezember 2019 führt die Kunsthistorikerin Chiara Parisi das Geschäft dieses Amtes als Museumsleiterin fort.

## Bedeutung
An das Centre Pompidou-Metz ist die Erwartung geknüpft, dass es sich rasch zu dem kulturellen Ausstrahlungspunkt in der Großregion Saar-Lor-Lux und im gesamten ostfranzösischen Raum entwickeln soll. Ostfrankreich fühlt sich in seiner kulturellen und wirtschaftlichen Entwicklung im zentralistisch strukturierten Frankreich mit dessen Fixierung auf Paris traditionsgemäß vernachlässigt. Nach den Worten Sarkozys soll der allumfassenden Zentralisierung auf Paris durch eine kulturelle Dezentralisierung entgegengewirkt werden, die im Centre Pompidou-Metz ihre erste Realisierung erfahren habe. Mit der ersten Dependance des größten französischen Museums von Weltniveau wird davon ausgegangen, dass Ostfrankreich und damit die gesamte Großregion eine deutliche Aufwertung erfahren wird, die sich nicht nur auf den Kulturbetrieb und den damit verbundenen Kulturtourismus beschränken soll. Durch die unmittelbare Anbindung des neuen Museums an den Hauptbahnhof und die Nähe des Metzer Flughafens werden für die lothringische Landesmetropole und ihr Umfeld auch positive Impulse in Bezug auf die Entwicklung ihrer Wirtschaftskraft erwartet.
Mitte September 2011 konnte die erste Besuchermillion verzeichnet werden.

## Ausstellungen
- 2012:1917[14]
- 2012: Sol LeWitt: Dessins muraux 1968 - 2007
- 2015/2016: Cosa mentale. Art et Télépathie au XXe siècle.[15]
- 2023/24: Wenn Kunst auf Psychoanalyse trifft – Jacques Lacan
- 2024/25: Katharina Grosse. Shifting the Stars